# Rudolph Lewis
Rudolph Ludewyk "Okey" Lewis (12 de julho de 1887 — 29 de outubro de 1933) foi um ciclista de estrada sul-africano, que nos Jogos Olímpicos de Estocolmo 1912, conquistou a medalha de ouro no contrarrelógio individual.

## Biografia
Lewis nasceu em uma fazenda perto de Pretória e cresceu em Germiston. Trabalhou em tempo integral numa mina de ouro subterrânea e, durante o seu tempo livre, treinou no ciclismo, boxe e patinação. Após os Jogos Olímpicos de 1912, ele competiu profissionalmente na Alemanha, em 1913–14, e venceu a Corrida de Dresden em 1914. Durante a Primeira Guerra Mundial, Lewis serviu no exército alemão e foi condecorado com a Cruz de Ferro. Sua saúde deteriorou-se, com resultado de ferimentos durante a guerra e tempo gasto em um campo de concentração, permaneceu fraco, que resultou em sua morte prematura aos 46 anos.